# Câțcău
Câțcău est une commune de Transylvanie, en Roumanie, dans le județ de Cluj. Elle est composée des villages Câțcău, Muncel et Sălișca.

## Géographie
La municipalité de Câțcău est située au nord de la rivière Someș (Somesch) dans les contreforts sud du Dealurile Ciceulu , au nord-ouest du bassin transylvanien au nord du comté de Cluj. Le centre communautaire est situé sur Drum naţional 1C ( route européenne 58 ) et la ligne ferroviaire Dej-Jibou à dix kilomètres au nord-est de la ville de Dej (Deesch) et à environ 65 kilomètres de la capitale du district Cluj-Napoca (Klausenburg) .

## Histoire
Le lieu Câțcău a été mentionné pour la première fois en 1348. Vers 1750, les paysans libres hongrois et la petite noblesse fondèrent l' Église réformée dans la ville . Les découvertes archéologiques dans la zone du site Câțcău ou le site de Muncel ( Kishavas hongrois ) près de Moara lui Drăgan et Fântânele , remontent , selon E. Orosz à l' âge du bronze ou néolithique .
Selon le ministère roumain de la Culture, sur le site du village incorporé de Muncel, appelé par les habitants Muchia Poienii Lupului et Muncelul Sălişcăi , il y a une colonie fortifiée qui n'a pas encore été étudiée.
Dans le Royaume de Hongrie, la municipalité actuelle appartenait au district présidentiel de Dés dans le comté de Szolnok-Doboka , puis au district historique de Someș et de 1950 au district actuel de Cluj .

## Démographie
Depuis 1850, le plus grand nombre d'habitants dans la zone de la municipalité actuelle et celui des Roumains a été déterminé en 1966. La population la plus élevée de Hongrois (457) a été enregistrée en 1941, les Roms en 1850 et les Allemands roumains (6) en 1930.
La principale occupation de la population est l'élevage et l'agriculture.

## Images

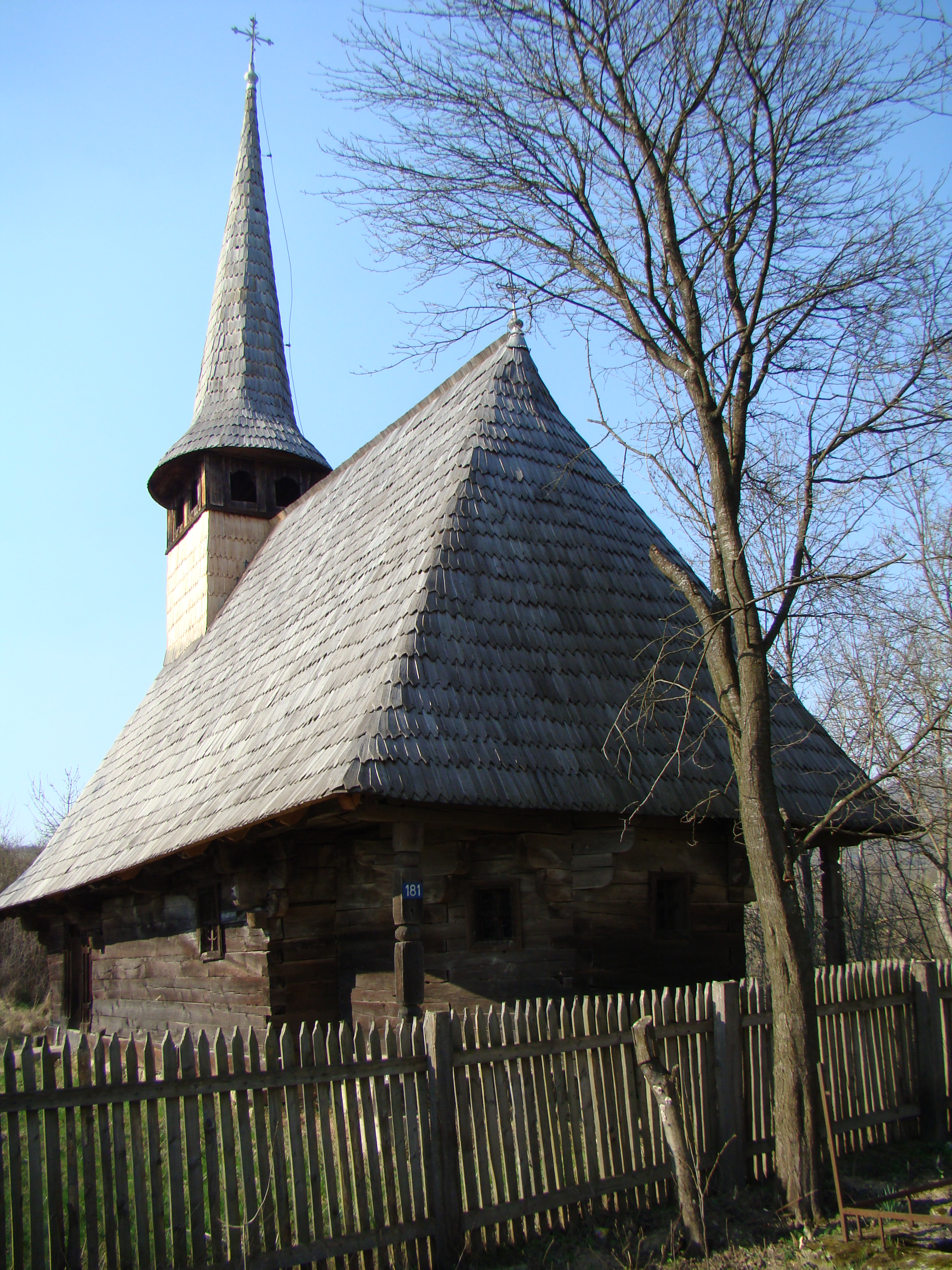
Église en bois de Sălișca
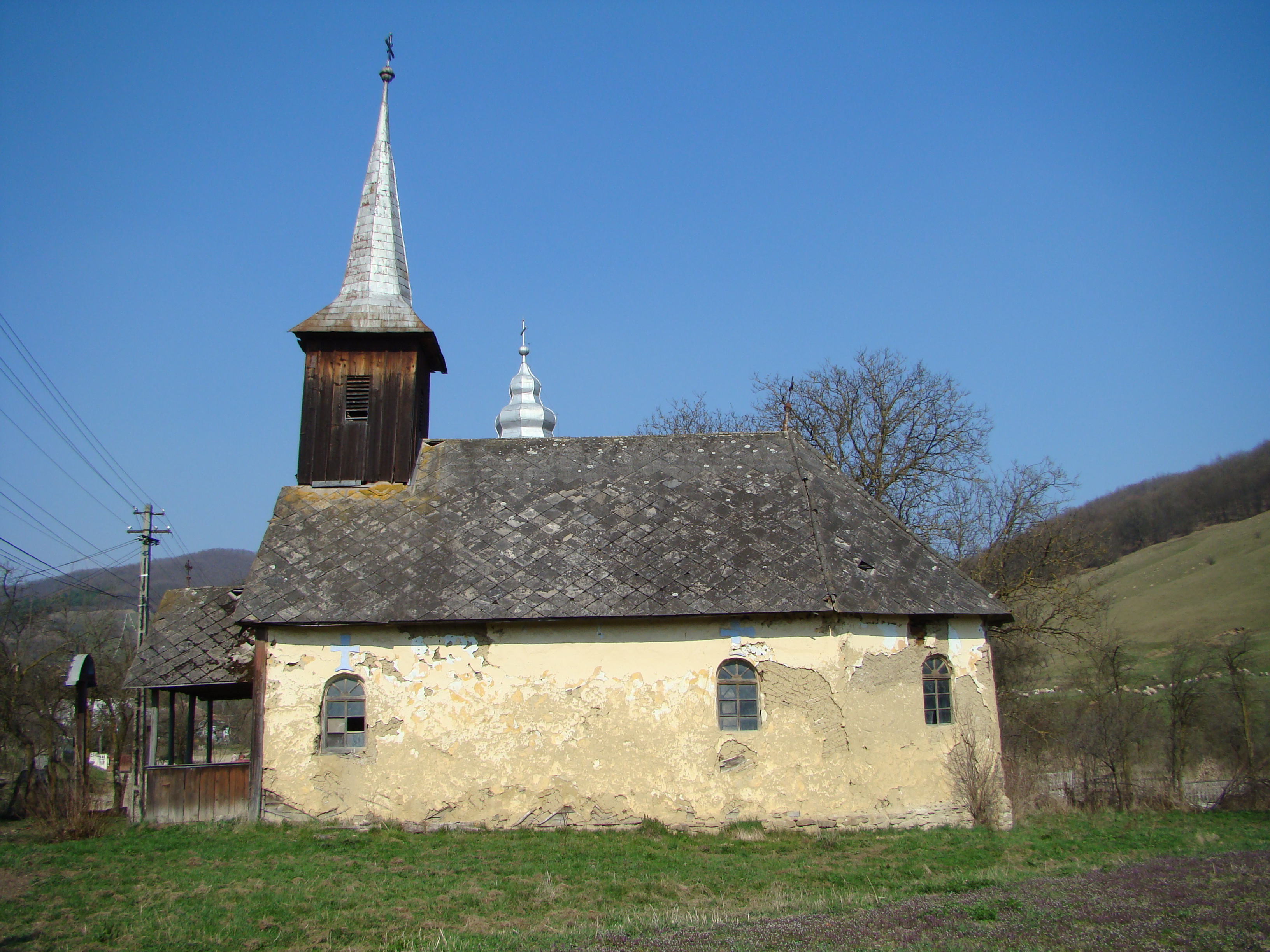
Église réformée de Sălișca